# Феанор
Феанор [ˈfɛ.anɔr] — вигаданий персонаж із «Сильмариліону» Дж. Р. Р. Толкіна. Створив три Сильмарили —  майстерно викувані дорогоцінні камені, які, викликаючи розкол і руйнування світу, дають назву та тему книзі. Він був старшим і улюбленим сином Фінве, короля нольдорів, і його першої дружини Міріель. Саме вона дала йому ім'я Феанор, хоча при народженні його назвали Куруфінве.
Сильмарили Феанора є центральною темою «Сильмариліону», де люди та ельфи борються з силами зла за свої володіння. Після того, як Морґот викрадає Сильмарили, Феанор і його семеро синів дають Клятву − боротися з усіма і кожним — ельфом, людиною, маєю чи валою, — хто посміє взяти, привласнити чи приховати Сильмарили від Феанора та його синів.
Клятва наказувала Феанору та його синам натиснути на Середзем'я, вчиняючи жорстокості, (перше братовбивство телерів у гаванях Альквалонде). Феанор помер незабаром після свого прибуття в Середзем'я, але його сини прагнули перемоги над Морґотом і повернення Сильмарилів. Хоча вони жили у відносній злагоді з ельдарами Белеріанду протягом більшої частини Першої Епохи, вони вчиняли подальші братовбивства своїх товаришів-ельфів, і їхні норовливі дії визначили долю Белеріанду.
Дослідники вважають, що гордість Феанора є біблійною, а навернення Морґотом ельфів і людей на свій бік є відображенням спокуси Сатаною Адама та Єви і бажанням божественного знання, як у Едемському саду. Інші порівнюють Феанора з англосаксонським лідером Біртнотом, чия дурна пихатість призвела до поразки і смерті у битві при Молдоні. Том Шіппі пише, що гордість — це саме бажання створювати речі, які відображають їхню власну особистість, і порівнює це з власним бажанням Толкіна творити. Далі Джон Еллісон порівнює цю творчу гордовитість із такою ж гордовитістю головного героя роману Томаса Манна «Доктор Фаустус» 1947 року, зазначивши, що і цей роман, і власний легендаріум Толкіна були відповіддю на Світову війну.

## Раннє життя
Мати Феанора, Міріель, померла, незабаром після пологів (була дуже втомлена), то ж виховував його батько, Фінве. Феанор «був високий, гарний з лиця, впевнений, із проникливими ясними очима та волоссям чорним, як воронове крило, наполегливий і непохитний у досягненні свого. Мало кому вдавалося переконати його порадою, і нікому — силою. З усіх нольдорів, тодішніх і прийдешніх, Феанор мав найгостріший розум, а ще в нього були золоті руки». Фінве потім знову одружився (і це не дуже втішило Феанора) і мав кількох дітей, у тому числі зведених братів Феанора — Фінґольфіна та Фінарфіна, які стали видатними лідерами серед нольдорів.
Феанор був учнем свого тестя Магтана, який був учнем вали Ауле. Він був знатним ковалем і майстром дорогоцінних каменів, винахідником письма тенгвар і творцем палантирів.

## Сильмарили
Феанор «розмірковував про те, як би зберегти нетлінним світло Дерев, пишноту Благословенного Краю. А тоді, зібравши всю свою премудрість, силу та майстерність, розпочав тривалу таємну працю, завдяки якій з'явилися Сильмарили». Ніхто, окрім Феанора, не знав як і з чого створені Сильмарили. Навіть валари не могли їх відтворити. Фактично, сам Феанор не зміг би їх відтворити, оскільки частина його сутності була вкладена в їх створення. Їхня цінність була майже нескінченною, оскільки вони були унікальними та незнищенними, бо були твердішими за адамант. Тож «Варда освятила Сильмарили, і відтоді ні смертна плоть, ані нечестиві руки, ні жоден зловмисник не могли до них доторкнутися, бо Коштовності обпікали їх і позбавляли сили».
Феанор цінував Сильмарили понад усе й почав підозрювати валарів та ельдарів, які, на його думку, жадали їх. Мелькор, який нещодавно звільнився з ув'язнення і на той момент знаходився у Валінорі, побачив можливість посіяти розбрат серед нольдорів. Феанор відмовився спілкуватися з Мелькором, але все одно спіймався на гачок задумів Морґота. Мелькор сказав Феанору, що його зведений брат Фінґольфін планує узурпувати його місце спадкоємця Фінве, що спонукало Феанора погрожувати Фінґольфіну. Як покарання валари заслали Феанора на Форменос. Він узяв із собою скарби, у тому числі й Сильмарили, які поклав у замкнену скриньку. Фінве тужив за улюбленим сином, тож згодом також пішов на Форменос. і Фінґольфін зайняв його місце як короля.
Валари дізналися, що Мелькор маніпулював Феанором, і послали Тулкаса схопити Мелькора, але той уже втік. Феанор зрозумів, що метою Мелькора було отримати Сильмарили, «І він захряснув двері своєї оселі просто перед носом у наймогутнішого з усіх мешканців Еа». Валари запросили Феанора та Фінґольфіна до Валінору, щоб укласти мир. Фінґольфін подав руку своєму зведеному братові, визнавши місце Феанора старшим. Феанор погодився, але Два Дерева все ж були знищені Мелькором за допомогою Унґоліанти. Валари, розуміючи, що тепер світло Дерев збереглося лише в Сильмарилах, попросили Феанора віддати їх, щоб вони могли відновити дерева, на що Феанор відповів: «Я не вчиню цього добровільно. А коли валари силуватимуть мене, тоді воістину я знатиму, що Мелькор одного з ними роду». Прибули посланці з Форменоса і сказали йому, що Мелькор убив Фінве та викрав Сильмарили. Таким чином Яванна не змогла зцілити Два Дерева.
Феанор нарік Мелькора «Морґотом», «Чорним Ворогом Світу» і виступив проти Великого Ворога, звинувачуючи валарів у вчинках Морґота. Він переконав більшість свого народу, що, оскільки валари покинули їх, нольдори повинні піти за ним у Середзем'я, щоб вирвати Сильмарили з рук Морґота та помститися за Фінве. Разом зі своїми сімома синами вони присягнули доленосною Клятвою Феанора: Вони заприсяглися такою клятвою, якої ніхто не зможе порушити й ніхто не повинен давати, заприсяглись іменем самого Ілуватара, накликаючи Нескінченну Пітьму на свої голови, якщо зламають присягу… клянучись із ненавистю і жадобою помсти переслідувати в усіх сторонах Світу кожного  валара, демона, ельфа і навіть іще не народжену людину чи будь-яку іншу  істоту, велику чи малу, добру чи лиху, породжену часом до кінця днів, якщо вона посміє взяти, чи привласнити, чи приховати Сильмарили від Феанора та його синів. — Квента Сильмариліон.

## Повернення в Белеріанд
Щоб потрапити в Середзем'я, Феанор відправився на береги Амана й попросив допомоги у мореплавців телерів. Коли вони відмовилися, Феанор наказав нольдорам викрасти кораблі. Телери чинили опір, і багато з них були вбиті. Битва стала відомою як Братовбивство в Альквалонде, або Перше Братовбивство. Його сини вчинили два інші братовбивства проти ельфів у Середзем'ї від його імені. Розкаявшись, Фінарфін, третій син Фінве, взяв своє військо та повернувся назад. Вони були прийняті валарами, і Фінарфін правив як Верховний Король нольдорів у Валінорі. Решта ельфів, ті, хто слідував за Феанором і Фінґольфіном, стали підвладними Загибелі Мандоса. Їм не вистачило кораблів, щоб переправити всіх нольдорів через море, тому Феанор і його сини очолили першу групу. Після прибуття в Лосгар, у Ламмот на крайньому заході Белеріанду, вони вирішили спалити кораблі та залишити послідовників Фінґольфіна позаду. Фінґольфін вів свій народ протягом багатьох місяців, мандруючи північною кригою, щоб досягти Белеріанду та помститися Феанору.
Морґот скликав свої війська зі своєї фортеці Анґбанд і напав на табір Феанора в Мітрімі. Цю битву назвали Битвою під Зорями, або Дагор-нуін-Ґіліат, оскільки Сонце та Місяць ще не були створені. Нольдори виграли битву. Феанор пішов на Анґбанд зі своїми синами. Він опинився в межах видимості Анґбанда, але потрапив у засідку, яку влаштували сили бальроґів із кількома ельфами навколо нього. Він мужньо бився з Ґотмоґом, капітаном бальроґів. Його сини напали на бальроґів із великою силою і відігнали їх; але Феанор знав, що його рани смертельні. Він тричі прокляв Морґота, але очима смерті бачив, що його ельфи без сторонньої допомоги ніколи не зруйнують темні вежі Танґородріму. Тим не менш, він сказав своїм синам дотримати клятву і помститися за батька. Коли він помер, його тіло перетворилося на попіл.

## Наслідки
Клятва Феанора вплинула на долю закоханих Берена і Лутієн. Вони знайшли Сильмарил у Морґота. Їхній син Діор успадкував його, але це розбудило Клятву та змусило Синів Феанора розпочати війну з ельфами Доріату, коли Діор відмовився віддати Сильмарил. Брати вбили Діора та пограбували зали синдарів. Це було Другим Братовбивством, де троє з них — Келеґорм, Куруфін і Карантір — загинули. Сильмарил уникнув знищення Доріату, і клятва погнала решту синів далі. Коли Сини Феанора дізналися, що ним володіє Ельвінґ, донька Діора, вони напали знову після того, як Ельвінґ також відмовився повернути їм Сильмарил, і це було третім і останнім Братовбивством, де Амраса було вбито.
Сильмарил знову втік від них і був перенесений Еаренділом на Захід. Цей Сильмарил був втрачений Синами Феанора, але ще два залишилися в короні Морґота. Наприкінці Війни Гніву двоє вцілілих присяжників, Маедрос і Маґлор, викрали два Сильмарили з табору переможного війська Валінора. Через жахливі вчинки, вчинені братами під час повернення Сильмарилів, вони не могли впоратися з ними, не зазнавши пекучого болю. Два брати розійшлися: Маедрос у стражданні стрибнув із Сильмарилом у руках у вогняну прірву, а Маґлор кинув свій Сильмарил у море, проводячи вічність, блукаючи берегом, оплакуючи свою долю.
Згідно з пророцтвом Мандоса, після остаточного повернення Мелькора та поразки в Дагор Дагораті, світ зміниться, і валари повернуть Сильмарили. Феанор буде звільнений із Чертогів Мандоса та віддасть Яванні Сильмарили. Залежно від версії історії, або вона, або Феанор зламають їх, а Яванна відродить Два Дерева. Гори Пелори будуть зрівняні, а світло Двох Дерев наповнить світ вічним блаженством.

## Створення персонажа
Феанора спочатку називали Куруфінве («вправний [син] Фінве») на вигаданій мові Толкіна квенья. Він відомий як Fëanáro, «дух вогню» мовою квенья, від fëa («дух») і nár («полум'я»). Fëanáro — це його «ім'я матері» або Amilessë — ім'я, яке дала мати ельфа при народженні або через кілька років після нього, і це було одне з їхніх справжніх імен.
Толкін написав принаймні чотири версії самої Клятви Феанора, це є в «Історії Середзем'я». Три найдавніші версії містяться в «Планах Белеріанду»: в алітераційних віршах (приблизно 1918–1920-ті роки), у розділі 2 «Рано залишені вірші» «Втеча Нолдолі з Валінора». Рядки 132—141; у римованих куплетах (приблизно 1928), у розділі 3, «The Lay of Leithian». Пісня VI, рядки 1628—1643; і в іншій формі, як повторено Келеґормом, третім сином Феанора, у розділі 3, «Слово Лейтіана». Пісня VI, рядки 1848—1857. Пізніша версія знайдена в Кільці Морґота. Феанор є одним із тих головних персонажів, яких Толкін, який також використовував для ілюстрацій своїх творів, забезпечив особливим геральдичним знаком.